# Eurodexis
Eurodexis è un genere di mammiferi artiodattili estinti, appartenenti ai dicobunidi. Vissero tra l'Eocene inferiore e l'Eocene medio (circa 51–41 milioni di anni fa) e i loro resti sono stati ritrovati in Europa.

## Descrizione
I rappresentanti del genere Eurodexis erano piuttosto piccoli, e solitamente non superavano la lunghezza di circa 50 centimetri. Possedevano un dorso fortemente arcuato a causa della notevole brevità delle zampe anteriori rispetto a quelle posteriori. La coda era molto lunga e poteva raggiungere i 22 centimetri.
Il cranio era lungo circa 10 centimetri. Possedeva una scatola cranica rigonfia e un muso lungo e sottile. L'orbita non era completamente chiusa dall'arco zigomatico, e aveva un diametro di circa 1 centimetro. La mandibola era molto snella e allungata.
La formula dentaria ricordava quella di molti artiodattili arcaici: 3/3, 1/1, 4/4, 3/3. Gli incisivi avevano una caratteristica forma a spillo, ed erano alti solo un millimetro; non formavano una fila compatta di denti, ma erano separati fra loro da uno spazio di circa 2 millimetri. Il canino inferiore era simile agli incisivi, mentre quello superiore ricordava nella forma i premolari anteriori. La dentatura posteriore era separata da un diastema di circa 4 millimetri dai denti anteriori. Anche tra i vari premolari erano presenti spazi significativi. I molari erano triangolari e piuttosto simili fra loro; le loro corone erano basse (brachiodonti) ed erano dotati di tubercoli relativamente aguzzi costituiti da smalto.
Lo scheletro postcranico era caratterizzato da una spina dorsale piuttosto ricurva e da una lunga coda con 23 vertebre, di cui quelle centrali erano molto lunghe. Le zampe anteriori erano molto più corte di quelle anteriori. Il femore era molto più corto della tibia, ed era caratterizzato dalla presenza di un terzo trocantere appena sopra la metà della lunghezza dell'osso, che serviva da ulteriore punto di inserzione per i muscoli della coscia. Le zampe anteriori terminavano in strutture allungate simili ad artigli e non a zoccoli.

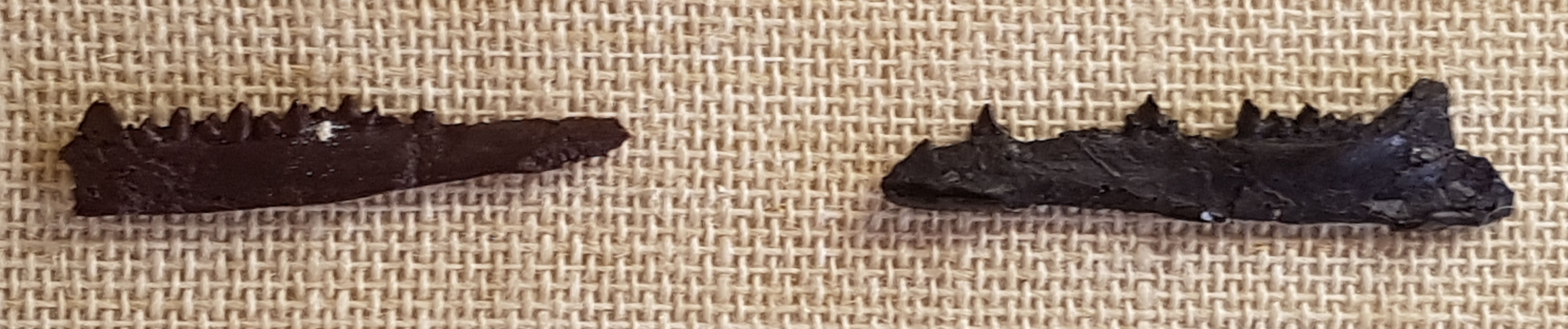
Mandibole di Eurodexis ceciliensis

## Classificazione
Il genere Eurodexis venne istituito nel 1996 da Sudre ed Erfurt, sulla base di resti fossili precedentemente ascritti al genere Messelobunodon. La specie tipo è Eurodexis ceciliensis, i cui fossili furono ritrovati inizialmente nella zona di Halle in Germania e vennero descritti come Messelobunodon ceciliensis. Lo studio del 1996 indicò l'esistenza di un'altra specie, E. russelli, tipica della zona di Prémontré in Francia e rinvenuta in terreni più antichi. Altri fossili attribuiti al genere sono stati ritrovati nel famoso pozzo di Messel, in Germania, e sono i più completi attribuiti al genere.
Eurodexis è un rappresentante dei dicobunidi, un gruppo di artiodattili arcaici tipici dell'Eocene, di piccole dimensioni e dalle zampe posteriori più lunghe di quelle anteriori. In particolare, Eurodexis dà il nome alla sottofamiglia Eurodexeinae, i cui membri erano caratterizzati da un muso particolarmente allungato e dal conseguente allungamento dei premolari e dell'apparizione di alcuni diastemi. Il nome Eurodexis indica che il genere Diacodexis, un artiodattilo ancora più arcaico e antico, potrebbe essere il suo antenato.

## Paleobiologia
Eurodexis era caratterizzato primariamente dall'allungamento insolito del muso, non riscontrabile in altri dicobunidi. Questa caratteristica, unitamente alle caratteristiche dei premolari e molari come i tubercoli appuntiti, farebbe pensare che questo animale si nutriva di insetti e di molluschi, che probabilmente trovava cercando nel terreno. I fossili ritrovati a Messel, tuttavia, conservano resti del tratto gastrointestinale e indicano che la dieta di Eurodexis era primariamente a base di frutta.
La parte inferiore delle zampe anteriori e posteriori era notevole, soprattutto per quanto riguarda lo sviluppo muscolo-scheletrico. Molto probabilmente Eurodexis occupava la nicchia ecologica dei piccoli erbivori molto veloci, e doveva essere più rapido di altri dicobunidi che vivevano negli stessi ambienti come Messelobunodon e Aumelasia.